# Bālā Maḩalleh Sangarchīn
Bālā Maḩalleh Sangarchīn (persiska: Kūchek Maḩalleh, بالا محله سنگرچين) är en ort i Iran.   Den ligger i provinsen Gilan, i den nordvästra delen av landet, 280 km nordväst om huvudstaden Teheran. Antalet invånare är 362.
Terrängen runt Bālā Maḩalleh Sangarchīn är platt.  Närmaste större samhälle är Bandar-e Anzalī, 18,0 km öster om Bālā Maḩalleh Sangarchīn. 